# Iris adriatica
Iris adriatica Trinajstic ex Mitic, Adriatisk iris, är en ört, som  ingår i släktet irisar, och familjen irisväxter. 
Subfamilia = Iridoideae 

## Beskrivning
Iris adriatica är en perenn ört med utlöpare som rotsystem.
Bladen är 3–10 cm långa, 5–10 mm breda och ofta bågformade. Blomstjälken är kort, 1–5 cm. med en ensam blomma på toppen.
Blommornas färg varierar i olika nyanser av gult, rött, purpur och violett. Två par kronblad.
Blommar mars–april.
Fröna ligger i en 2 à 3 cm lång kapsel, som blir halmgul, när den är mogen. I kapseln finns ett stort antal små ellipsformade eller trekantiga mörkbruna frön.  De är mindre och mörkare än andra irisars frön.
Kromosomtalet är 2n = 16.
Utlöparna och bladen innehåller giftiga ämnen, som kan irritera huden, eller orsaka en allergisk reaktion vid hantering. Om något av detta råkar sväljas, kan det ge magsmärta eller kräkning.
Inga underarter finns listade i Catalogue of Life.
Första beskrivningen av Iris adriatica gjordes i ett arbete av L. Trinajstic, D. Papes, Z. Lovasen-Eberhardt & Lj. Bacanij så sent som 1980, men blev aldrig tillfredsställande publicerad. Efter förnyade fältstudierer accepterades nu gällande beskrivning 2002.

## Habitat
Dalmatiens fastland.
I skärgårdområdet utanför Dalmatien har Iris adriatica hittats på öarna Ciovo, Brač, Kornati-arkipelagen och Vir.

## Biotop
Sandiga och steniga öppna ängar. Kräver torrt sommarväder.
Håller sig i området från havsnivån upp till 100 m ö h.
Iris adriatica är hotad av flera dominanta växter, ofta endemiska, som tränger ut den lilla irisen.

## Etymologi
- Släktnamnet Iris är grekiska och betyder regnbåge. Detta anspelar på mångfalden av färger bland släktets arter.
- Artepitetet adriaticka kommer av Adria (ibland stavat Hadria), som är det latinska namnet på Adriatiska havet,[5] vid Dalmatiens kust.

## Användning

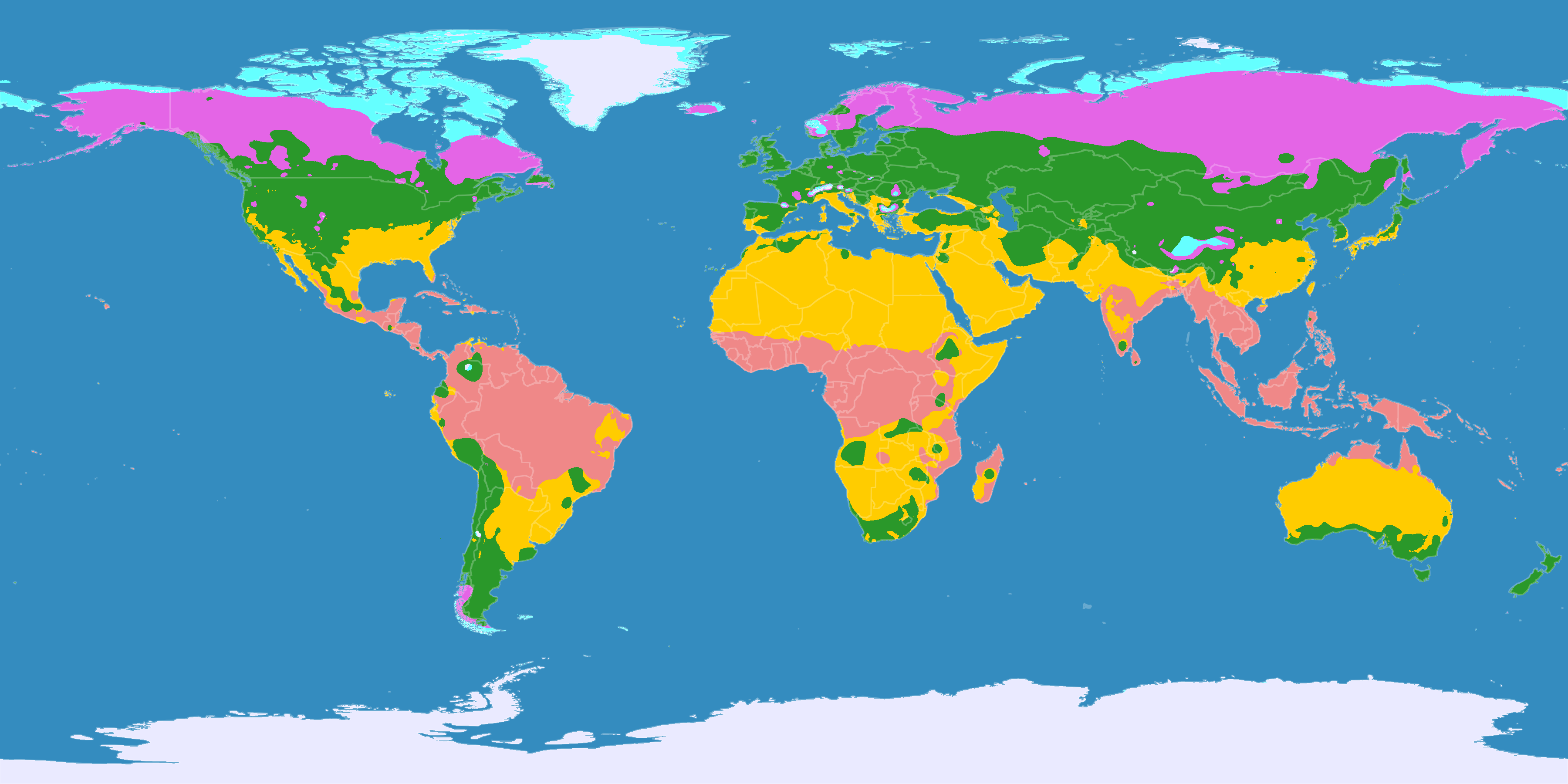
Världens klimatzoner
Tempererat klimat i grönt.
Vänsterklicka på bilden för förstoring

Kan odlas som prydnadsväxt i tempererat klimat, men det är inte vanligt förekommande, ty den är svårodlad.